# الاختصاصي
فيلم الاختصاصي (بالإنجليزية: The Specialist)‏ فيلم تشويق لشركة الإنتاج الأمريكية وارنر بروس.أنتج الفيلم بالعام 1994م من بطولة الممثل سيلفستر ستالون والممثلة شارون ستون وجيمس وود.

## القصة
تم قتل والدي الطفلة ماي مونرو (شارون ستون) أمام أعينها على يد عصابة مخدرات قائدها كريس كالاجيان (رود ستيغر).عندما تكبر ماي تحاول التقرب من عائلة جوي لتقوم بتصفيتهم، لذلك تتقرب من أبن جوي توماس (إريك روبرتز) وفي نفس الوقت تُرسل رسال إلكترونية إلى قاتل محترف هو راي كويك سيلفستر ستالون، مع قبول راي للمهمة ومراقبته المستمرة لماي يقع في حبها حتى تصبح القضية شخصية بالنسبة له.

## وصلات خارجية
- الاختصاصي على موقع IMDb (الإنجليزية)
- الاختصاصي على موقع روتن توميتوز (الإنجليزية)
- الاختصاصي على موقع نتفليكس (الإنجليزية)
- الاختصاصي على موقع قاعدة بيانات الأفلام العربية
- الاختصاصي على موقع ألو سيني (الفرنسية)
- الاختصاصي على موقع Turner Classic Movies (الإنجليزية)
- الاختصاصي على موقع أول موفي (الإنجليزية)
- الاختصاصي على موقع بوكس أوفيس موجو (الإنجليزية)
- الاختصاصي على موقع فيلمافينيتي (الإسبانية)
- الاختصاصي على موقع قاعدة بيانات الأفلام السويدية (السويدية)

}}